# Evangelische Schule von Smyrna
Die Evangelische Schule (griechisch Ευαγγελική Σχολή Σμύρνης Evangeliki Scholi Smyrnis) war eine griechisch-orthodoxe Bildungseinrichtung, die 1733 in Izmir, ursprünglich Smyrna, im Osmanischen Reich gegründet wurde.
Die Schule zog zahlreiche Persönlichkeiten der modernen griechischen Aufklärung an. Während des späten 19. und frühen 20. Jahrhunderts wurde es die wichtigste griechische Schule der Stadt, zu ihr gehörten ein Archäologisches Museum, eine Naturwissenschaftssammlung und eine Bibliothek, die über 50.000 Bände und 180 Manuskripte enthielt. Die Evangelische Schule wurde während des Großen Brandes von Izmir im Griechisch-Türkischen Krieg zerstört.

## Frühe Jahre und griechische Aufklärung
Die Schule entstand als kirchliche Einrichtung und wurde durch die Bemühungen des örtlichen griechisch-orthodoxen Bischofs errichtet. Sie war ursprünglich als Griechische Schule (Ελληνικό Φροντιστήριο) bekannt, ihr Name änderte sich während des 18. Jahrhunderts mehrmals. Die Schule wurde bis zur Griechischen Revolution (1821–1830) von Spendern unterstützt, die entweder der Schule direkt spendeten oder für Schüler die Ausbildung bezahlten.
1747 kam die Schule auf Betreiben des örtlichen Händlers Pantoleon Sevastopoulos unter den Schutz des britischen Konsulats der Stadt. Sevastopoulos schaffte es – um einer möglichen osmanischen Konfiszierung der Schule zuvorzukommen – den vollen Schutz Großbritanniens zu erhalten, was durch die osmanischen Sultane anerkannt wurde.
Die Evangelische Schule war ursprünglich an einem traditionellen, religiös ausgerichteten Bildungsmodell orientiert. Allerdings gab es zwei fortschrittliche Phasen, womöglich aus Rivalität zum Philologischen Gymnasium, einer anderen griechischen Schule der Stadt, bis letztere 1819 wegen konservativer Reaktionen zwangsgeschlossen wurde. In den folgenden Jahren wurde eine Reihe von progressiven Schulleitern ernannt. 1811 wurde Theophilos Kaïris Leiter, ihm folgte 1820 Benjamin von Lesbos, eine Persönlichkeit der modernen griechischen Aufklärung und einer der hervorragendsten Vertreter der Gruppe der Reform-Mathematiklehrer aus der östlichen Ägäisregion. Kairis lehrte selbst Mathematik und Physik, verließ die Schule allerdings wegen Differenzen mit der Schulbehörde.

## Spätere Periode (1830–1922)
Mit den Jahren nahm die Schule zunehmend progressivere und rationalistischere Bildungsmethoden an und lehrte moderne Mathematik und Wissenschaften auf 'westliche' Weise, was die Aufmerksamkeit konservativer Kreise des Ökumenischen Patriarchats in Istanbul auf sich zog.
Im späten 19. und frühen 20. Jahrhundert war Izmir ein wichtiges Handels- und Bildungszentrum. Die Stadt war die Heimat von 67 gut ausgestatteten griechischen Schulen sowie vier Mädchenschulen. Die Evangelische Schule war in dieser Zeit die wichtigste griechische Bildungseinrichtung der Stadt. Zu ihr gehörten ein Archäologisches Museum, eine naturwissenschaftliche Sammlung und eine Bibliothek, die vor ihrer Zerstörung 1922 über 50.000 Bände und 180 Manuskripte besaß.
Die Gebäude der Schule wurden im Zuge des Großen Brandes von Izmir 1922 vernichtet.

## Bekannte Absolventen
- Adamantios Korais
- Aristoteles Onassis
- Johannes Sykutris
- Manolis Kalomiris
- Paisij von Plowdiw